# محمد جسوس
محمد جسوس (1938 - فبراير 2014) هو عالم اجتماع مغربي، يعتبر رائد علم الاجتماع في المغرب.
شارك في تكوين الجيل الأول من علماء الاجتماع بالمغرب. وكان أيضًا عضوًا بارزًا في الاتحاد الاشتراكي للقوات الشعبية.
اعتمد محمد جسوس على الثقافة الشفاهية، وانشغل بالميدان وتعليم طلابه كيفية فهم وتحليل المجتمع المغربي وتشريح تحولاته، بطرح الأفكار ومناقشتها معهم ليحولوها إلى بحوث ورسائل جامعية ودراسات. ولذلك لم تصدر له إلا كتب قليلة بطلب وإلحاح من طلابه والمقربين منه، حيث اتسمت شخصيته خلال حياته بالانتصار لكل ما هو شفهي عما هو مكتوب، لكنه سبق وصرح بندمه على هذا الأمر وأشار إلى أن الحاجة للمكتوب باتت أكثر إلحاحا لاسيما مع ارتباك وتوتر المجتمعات بشكل مستمر.

## مسيرته

### مولده وتعليمه
ازداد بفاس عام 1938. درس في جامعة لافال في كندا، ثم حصل على شهادة الدكتوراه في علم الاجتماع من جامعة برينستون بالولايات المتحدة سنة 1968.

### التدريس والبحث
منذ سنة 1969، عمل أستاذا للتعليم العالي بقسم علم الاجتماع بجامعة محمد الخامس بالرباط. وعين أستاذا مدى الحياة (ad vitam aeternam) لعلم الاجتماع بجامعة محمد الخامس سنة 2004.
في دراسة مخصصة لعلم الاجتماع في المغرب نشرت عام 2011 في مجلة علم الاجتماع، كتب الباحثان حسن رشيق ورحمة بورقية عن محمد جسوس باعتباره -إلى جانب بول باسكون- من بين الأكاديميين الذين ساهموا في نشأة علم الاجتماع بالمغرب بعد الاستقلال.

### الحياة السياسية
حتى عام 2007، كان عضوا في المكتب السياسي لحزب الاتحاد الاشتراكي للقوات الشعبية.
تم انتخابه في نهاية السبعينيات لعضوية المجلس البلدي للرباط، حيث عمل بشكل خاص على تحسين نظام النقل الحضري.
وفي أوائل العقد الأول من القرن الحادي والعشرين، كان عضوا في لجنة إصلاح التعليم في المغرب (COSEF).

## من بين أعماله
- 2019: قضايا منهجية في البحث السوسيولوجي، من تنسيق نجيب الخدي، كتاب فيه تجميع لمحاضرات محمد جسوس التي سبق أن ألقاها في إطار نداوت الدراسات العليا لعلم الاجتماع، بكلية الآداب بالرباط بين سنتي 1989 و1990.
- 2004: طروحات حول الثقافة واللغة والتعليم.
- 2003: رهانات الفكر السوسيولوجي بالمغرب، طروحات حول المسألة الاجتماعية.
- 2003: طروحات حول الثقافة والتربية والتعليم.

## وفاته
توفي صباح يوم الجمعة، 7 فبراير 2014، عن سن يناهز 76 عاما، بعد صراع طويل مع المرض.

## وصلات خارجية
- محمد جسوس على موقع أرشيف الشارخ.